# Concert champêtre

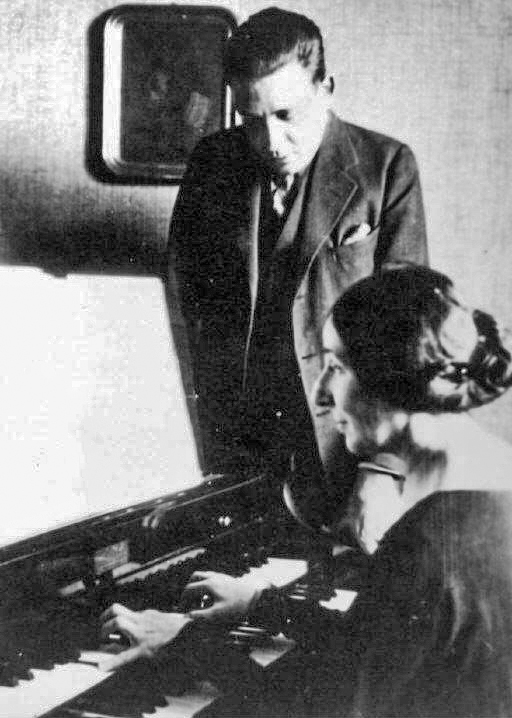
Francis Poulenc y Wanda Landowska.

Concert champêtre (Concierto campestre) es un concierto para clavecín que fue compuesto por Francis Poulenc entre 1927 y 1928. Fue escrito para la clavecinista Wanda Landowska, que dijo que «adoraba» tocarlo ya que le hacía sentirse «¡despreocupada y alegre!».

## Historia

### Composición
La composición de esta obra se desarrolló entre 1927 y 1928.  Landowska fue responsable de la composición de varias composiciones nuevas para el instrumento, en particular, el Concierto para clave y El retablo de Maese Pedro de Manuel de Falla. En el estreno de esta última, que tuvo lugar en el salón de Winnaretta Singer, Poulenc y Landowska se conocieron en persona por primera vez. Poulenc, que ya se había convertido en un rebelde de la música a los 18 años, no rinde homenaje a la tradición germana que aún prevalecía en la música francesa de sus primeros años, sino que crea obras originales y singulares que a algunos les recuerdan a una especie de Prokófiev francés. Apenas diez años más tarde, por sugerencia personal de la gran clavecinista Wanda Landowska, Poulenc comenzó a componer un concierto campestre para clavecín y orquesta. Resultó que no sólo era su primera verdadera obra en forma de concierto, sino que era, a excepción de su temprano ballet Les biches, su primera obra orquestal a gran escala.

### Estreno y publicación
La primera interpretación de la obra tuvo lugar en un concierto privado en el que Poulenc tocaba la parte de la orquesta al piano. El estreno público de la obra se celebró el 3 de mayo de 1929 en la Sala Pleyel de París, con Landowska como solista y la Orquesta Sinfónica de París bajo la batuta de Pierre Monteux. 
La primera edición fue llevada a cabo por la editorial Rouart, Lerolle & Cie en París en 1929.

## Instrumentación

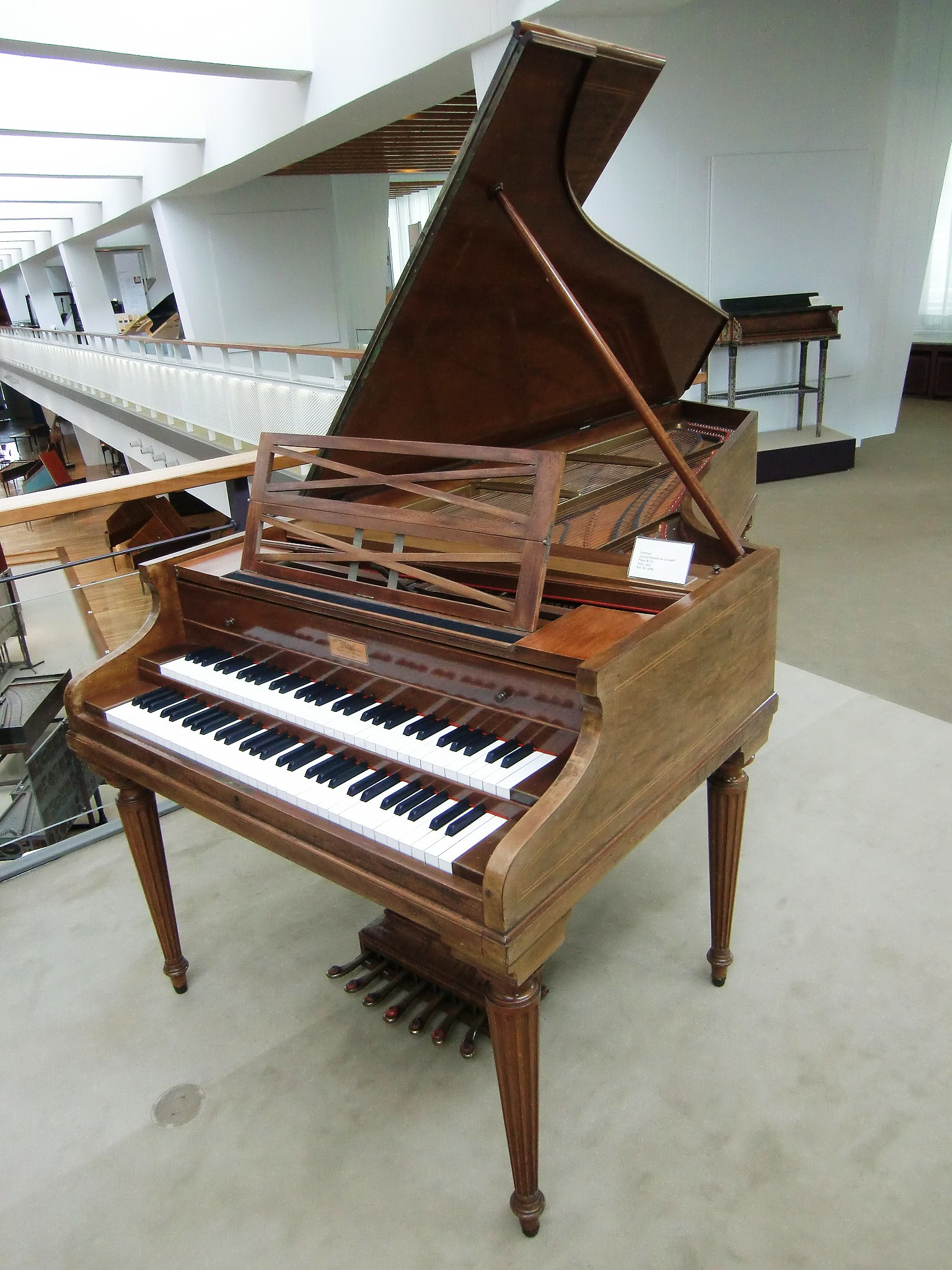
El clavecín Pleyel, favorito de Wanda Landowska, para quien se compuso esta obra.

La partitura está escrita para el clavecín solista y una orquesta formada por:
- Viento madera: 2 flautas, 1 flautín, 2 oboes, 1 corno inglés, 2 clarinetes en si bemol y 2 fagotes.
- Viento metal: 4 trompas, 2 trompetas en do, 1 trombón y 1 tuba.
- Percusión: 3 timbales, bombo, cajas (con y sin bordonera), platillos, triángulo, pandereta y xilófono.
- Cuerda: una sección de cuerdas con 8 violines I y II, 4 violas, 4 violonchelos y 4 contrabajos.

Esta orquestación es una muestra del estilo algo inconformista de Poulenc al enfrentar el sonido del clavecín contra una orquesta completa, mientras que en su Concierto para órgano, compensa el potente sonido del órgano únicamente contra timbales y cuerdas.[cita requerida]  Como Landowska interpretaba la obra con un clavecín especialmente fabricado, moderno y más potente, el solista se enfrenta a la orquesta a gran escala. De hecho, la orquesta es grande, con secciones completas de metales y percusión, y sólo la hábil partitura de Poulenc preserva el equilibrio textural. Además, como la pieza fue creada pensando en la gran Landowska, es extremadamente difícil.
También existe una versión para piano solo con cambios muy ligeros en la parte de solo. Al igual que muchas obras para clavecín del siglo XX, esta pieza fue escrita para la copia de un Pleyel, con armazón de metal, pedales, fieltro de piel y teclas contrapesadas, de aquel entonces, en lugar de instrumentos históricos de los siglos XVII y XVIII. Sin embargo, Trevor Pinnock, ha tocado y grabado en instrumento fabricado por Hass de tres manuales con la disposición 16' 8' 8' 4' 2', laúd, 2 buffs y 2 acopladores.[cita requerida] Una grabación del propio Poulenc tocando la obra, pero al piano, con la Filarmónica de Nueva York dirigida por Dimitri Mitropoulos el 14 de noviembre de 1948, se publicó en 1998, como parte de un recopilatorio de 10 CD de grabaciones históricas de esa orquesta.

## Estructura y análisis
La obra se divide en tres movimientos:
- I. Allegro molto – Adagio – Allegro molto
- II. Andante. Mouvement de Sicilienne
- III. Finale. Presto très gai

La interpretación de esta obra dura aproximadamente 25 minutos. La pieza hace alusiones a la música del Barroco, cuando el clavecín era un instrumento común, tanto en términos de estructura y lenguaje melódico y armónico. Es por esta razón, así como la influencia directa de la música de Stravinski de ese periodo, que este concierto y una pieza posterior, el Aubade para piano y orquesta, son considerados como composiciones neoclásicas. Intercala giros de ornamentalismo barroco entre riffs del siglo XX con un efecto maravilloso. De hecho, la obra es un delicioso estudio de contrastes. Se alternan pasajes en modo mayor y menor, y la delicada textura del clave salpica grandes y cortantes acordes de los metales y el estruendo de la percusión. Incluso el escenario y la inspiración de la pieza son algo contradictorios: Poulenc, que se autoproclamaba citadino, tenía la idea de un entorno rústico que incluía sobre todo las afueras y los alrededores de París, y las florituras y fanfarrias militares de los movimientos exteriores parecen ser una alusión a un campamento del ejército francés situado cerca del refugio forestal de Landowska.

### I.Allegro molto – Adagio – Allegro molto
El primer movimiento, Allegro molto – Adagio – Allegro molto, está escrito en compás de 4/4. Es un extenso movimiento de apertura, que se abre con un tintineo de las maderas y una fanfarria de las trompas. El clavecín ofrece una introducción lastimera y luego se lanza a un alegre tema principal. Durante el transcurso de éste, se defiende de los truenos de los timbales y de más fanfarrias e incluso de alguna marcha de los metales. Finalmente, el instrumento solista vuelve a reafirmarse suavemente, repite una variante menor del tema principal, esta vez a media velocidad, y tras soportar otra fanfarria de las trompas, repite el tema en su forma original y termina el movimiento.

### II.Andante. Mouvement de Sicilienne
El segundo movimiento, Andante. Mouvement de Sicilienne, está en compás de 6/8. Se inicia de forma bastante sencilla con una suave melodía mayor en las cuerdas. Tras un pasaje de transición del clavecín, esta melodía aparece dos veces más con el clavecín solista actuando únicamente como acompañante.

### III.Finale. Presto très gai
El cuarto y último movimiento, Finale. Presto très gai, está en compás de 2/4. El instrumento solista inaugura en solitario el Finale con una enérgica marcha y mantiene el control a lo largo de toda la obra, apartándose sólo para permitir la intervención de la percusión y algunas fanfarrias más de los metales. Tras la recapitulación, el clavecín da paso a una tranquila coda y pone fin a la pieza, no con un estruendo, sino más bien como quien apaga la luz y abandona la habitación en palabras de Michael Morrison.